# كارلوس مورينو دي كارو
كارلوس مورينو دي كارو هو دبلوماسي وسياسي كولومبي، ولد في 24 مارس 1946 في بارانكيا في كولومبيا. نشط حزبياً في حركة دع مورينو تلعب.